# Cikidang (Lembang)
Cikidang is een bestuurslaag in het regentschap Bandung Barat van de provincie West-Java, Indonesië. Cikidang telt 7501 inwoners (volkstelling 2010).